# René Guyon Society
 (décembre 2012).
Si vous disposez d'ouvrages ou d'articles de référence ou si vous connaissez des sites web de qualité traitant du thème abordé ici, merci de compléter l'article en donnant les références utiles à sa vérifiabilité et en les liant à la section « Notes et références ».
La René Guyon Society était un groupe américain qui défendait les relations sexuelles entre adultes et enfants. Son leader était Jonathan Evan Edwards.
Il tire ses principes de l'ouvrage de René Guyon, un juriste français qui écrivit notamment une importante somme sur la sexualité humaine à partir des années 1930, Étude d'éthique sexuelle, en 10 volumes (dont le premier s'intitule La Légitimité des actes sexuels). Les ayants-droit de Guyon, dont l'Institut Kinsey, ont dénoncé cet amalgame et l'usage du patronyme avec fermeté, étant donné que les activités de ce groupe ainsi que leurs revendications ne correspondent en rien aux aspects théoriques du penseur.
Formé en 1962 par sept couples après une conférence sur la sexualité humaine dans un hôtel de Los Angeles, leur devise était « S'il n'y a pas de sexe avant l'âge de huit ans, il est trop tard » (« Sex before eight, or else it's too late »). Il organisait des camps de vacances où une grande latitude était laissée quant aux rapports entre adultes et enfants, prônait la dépénalisation de la pédophilie, la légalisation de la sodomie dès quatre ans pour tous, des rapports vaginaux avec les fillettes dès l'âge de dix ans. Selon eux, une telle libéralisation aurait permis d'éviter les problèmes d'inceste, de prostitution infantile, etc.